# Silerini
Tribu
Les Silerini forment une tribu d'araignées sauteuses asiatiques qui ne comprend actuellement qu'un seul genre.

## Genre
- Siler Simon, 1889 (8 espèces)

## Distribution
Cette tribu se rencontre en Asie de l'Est: en Chine, en Corée, au Japon, aux Philippines, au Vietnam et au Sri Lanka.